# 人間ふしぎ不思議
『人間ふしぎ不思議』（にんげんふしぎふしぎ）は、1981年10月11日から1983年3月13日までTBS系列で放送されていたTBS製作の教養番組である。三菱電機の一社提供。放送時間は毎週日曜19:30 - 20:00 （日本標準時）。
人体の仕組みの不思議とそれらが持つ能力の素晴らしさを、毎回実験を通して検証・実証していた。

## 出演者

### 司会
- 鈴木治彦（当時TBSアナウンサー）
- 生島ヒロシ（当時TBSアナウンサー）
- 奥村真粧美：勝新太郎・中村玉緒夫妻の長女。鴈龍の妹。

### レギュラー
- 竹村健一
- 木内みどり
- 清水健太郎
- ザ・モルモッツ - 実験アシスタントを担当した女性3人組。後に「モルモッツ軍団」と改称。

## 備考
- TBS・日本テレビ・テレビ朝日の3局の番組を抱えていた熊本放送は、1981年10月から1982年3月までは本番組を土曜13:00を使って放送していたが、日本テレビフルネット局の熊本県民テレビが開局した1982年4月以降はTBSとの同時ネットになった。
- 当時TBS系列・フジテレビ系列のクロスネット局であった福島テレビは、1983年4月のフジテレビフルネット局へのネットチェンジ（JNN脱退・FNN加盟）に伴い、本番組を以って日曜19時台三菱電機一社提供枠の同時ネットを打ち切った（同時ネット打ち切り後は「世界名作劇場」を遅れネットから同時ネットへ変更、次番組である「西田敏行・桜田淳子のもちろん正解」は土曜19:00からの遅れネットへ変更）。なお、福島県における日曜19時台三菱電機一社提供枠の同時ネットは、1983年12月のテレビユー福島開局に伴い、「THEチャレンジャー」から再開している。

## 書籍
- 『人間ふしぎ不思議 : 人間雑学大事典』TBSテレビ編（1983年、経済界）

| TBS 日曜19:30枠 （三菱電機の一社提供）                   | TBS 日曜19:30枠 （三菱電機の一社提供）              | TBS 日曜19:30枠 （三菱電機の一社提供）                             |
| 前番組                                                   | 番組名                                              | 次番組                                                             |
| -------------------------------------------------------- | --------------------------------------------------- | ------------------------------------------------------------------ |
| 日曜特集 （1981年9月6日 - 1981年9月27日） ※19:30 - 20:55 | 人間ふしぎ不思議 （1981年10月11日 - 1983年3月13日） | 西田敏行・桜田淳子のもちろん正解 （1983年4月17日 - 1983年9月25日） |